# Вински и порошок-невидимка
«Вински и порошок-невидимка» (фин. Vinski ja näkymättömyyspulveri) — финский фильм 2021 года, снятый режиссёром Юхи Вуолиоки по мотивам произведения Симо Пууппонена «Любимец города — Вински».

## Сюжет
Вински был тихим и неприметным мальчиком, над которым издевались одноклассники в школе. Накануне своего десятого дня рождения он знакомится с таинственным аптекарем, который даёт ему флакон с волшебным порошком. Волшебный порошок делает Вински невидимым и даёт ему возможность проходить сквозь стены. Используя сверхъестественную способность, мальчик начинает изобличать преступность и становится героем в своём родном городе…

## В ролях
| Актёр                  | Роль                |
| ---------------------- | ------------------- |
| Куура Росси            | Вински              |
| Мартти Суосало         | аптекарь            |
| Пирьо Хейккиля         | Криста, мать Вински |
| Микко Леппилампи       | Антеро              |
| Фиона Ияре             | Рооса               |
| Сампо Саркола          | тележурналист       |
| Микка Куустонен        | священник           |
| Отто Хейсканен         | Юусо                |
| Антти Туомас Хейккинен | грабитель Марко     |
| Джоэл Хирвоен          | грабитель Мика      |
| Ханну-Пекка Бьёркман   | полицейский         |
| Чике Оханве            | учитель             |
| Ханнамайя Никандер     | фармацевт           |
| Сесиль Орблин          | медсестра           |
| Кари Кетонен           | сосед               |

## Съёмочная группа
- Режиссёр: Юха Вуолиоки
- Продюсеры: Лаура Салонен, Юха Вуолиоки
- Сценаристы: Маури Ахола, Юха Вуолиоки, Яри Рантала
- Операторы: Мика Орасмаа, Кьелль Лагерроос
- Композиторы: Лассе Энерсен, Лери Лескинен

## Дополнительно
Большая часть съёмок проходила в Вильнюсе, Каунасе и частично в финском Порвоо.

## Номинации
- Международный кинофестиваль в Шлингеле[нем.] — номинация (2021)
- Юсси — номинации (2022)[4]